# 西山隧道 (北京市)
西山隧道，位于北京市海淀区，是连接海淀山后地区与北京中心城区的上庄路南延的一条隧道。隧道北起西北旺镇冷泉村，穿越北京西山，至五环路香泉环岛，全长4.18千米，为双向六车道隧道。预计2014年开工，预计2016年通车。
根据北京市建设委员会2015年10月15日公布的“1-8月重点工程建设进展情况”
上庄路南延（含西山隧道）除涉密的7号标段外，其余工程已完成招投标，完成工程总量15%